# مارفن فيليب
مارفن فيليب (بالإنجليزية: Marvin Phillip)‏ (1 أغسطس 1984 - ) هو لاعب كرة قدم ترينيداد وتوباغو في مركز حراسة المرمى. شارك مع منتخب ترينيداد وتوباغو لكرة القدم. أما مع النوادي، فقد لعب مع دبليو كونكشن وديفينس فورس وسان جوان جابلوتي وكاليدونيا إي آي إي ونادي جو بابليك ونجوم الشمال الشرقي وT&TEC Sports Club ‏ وPoint Fortin Civic F.C. ‏ وSouth Starworld Strikers F.C. ‏ وCentral F.C. ‏.

## وصلات خارجية
- مارفن فيليب على موقع الاتحاد الدولي (مؤرشف)  (الإنجليزية)
- مارفن فيليب على موقع قاعدة بيانات كرة القدم.إي يو (الإنجليزية)
- مارفن فيليب على موقع ناشيونال فوتبول تيمز (الإنجليزية)